# Manuel de Sousa
Manuel Jorge Neves Moreira de Sousa (Porto, 18 giugno 1975) è un arbitro di calcio portoghese, internazionale dal 2006 al 2018.
Nel marzo del 2012 è selezionato ufficialmente come arbitro addizionale in vista di Euro 2012, nella squadra arbitrale diretta dal connazionale Pedro Proença.